# Оле Лукоє

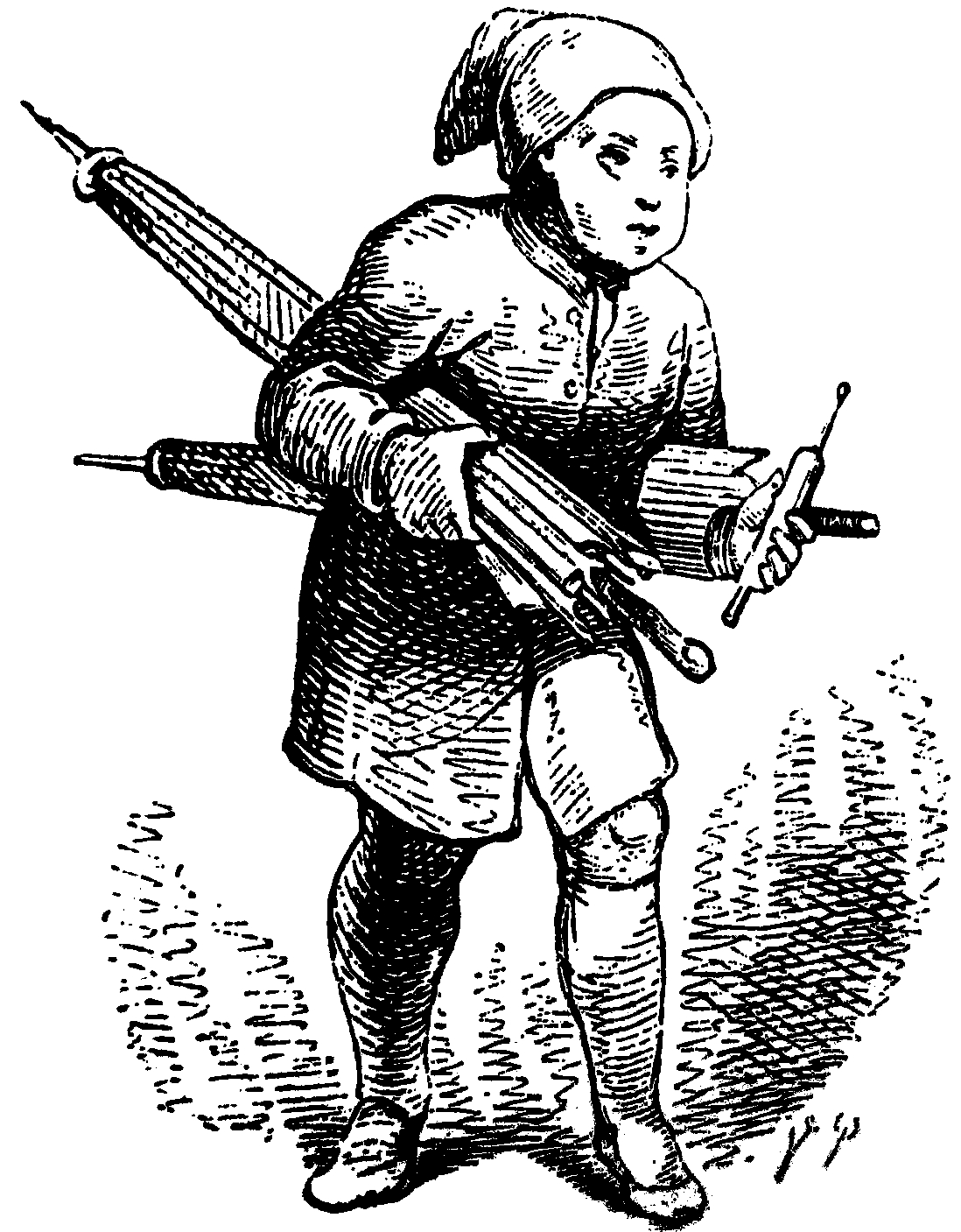
Оле Лукоє на малюнку данського художника Вільгельма Педерсена

Оле Лукоє (дан. Ole Lukøje; букв. Оле-заплющ-очі[неавторитетне джерело]; в перекладі О. Іваненко Оле-Лукойє, в перекладі М. Старицького Сновійко)  — літературний персонаж однойменної казки данського письменника Ганса Крістіана Андерсена, що ґрунтується на народних казках. Казка розповідає про таємничу містичну істоту схожу на Піщану людину, яка показує дітям сни. Деякі елементи в історії про Оле Лукоє нагадують також про Морфея, грецького бога сну: наприклад, Оле, як і Морфей, використовує для усипляння дітей спеціальну снодійну рідину (у Оле це солодке молоко).
Ім'я Оле Лукоє складається з двох частин: Оле — данське чоловіче ім'я, Лукоє перекладається як «Заплющ оченята». Він носить під пахвою дві парасольки, які розкриває сплячим дітям. Для дітей, які вели себе добре, призначена парасолька з красивими картинками. Він допомагає їм бачити красиві приємні сни. Неслухняним дітям Оле Лукоє відкриває парасольку без картинок. Ці діти проводять ніч без сновидінь. У казці Оле Лукоє відвідує хлопчика на ім'я Яльмар кожну ніч протягом тижня і розповідає йому казки. По ходу казки з'ясовується, що Оле насправді дуже старий. В останній вечір, в неділю, Оле Лукоє розповідає хлопчикові про свого брата, якого звуть так само, але ще у нього є друге ім'я — Смерть. Він приходить, щоб закрити очі тих, кому прийшла пора піти з цього світу і забрати їх з собою.
Таким чином, образ Оле Лукоє розпадається на два: подібно до грецьких Танатоса й Гіпноса, богам смерті і сну, герої споріднені і відмінні один від одного. Так "маленький смішний чоловічок" виявляється провідником не тільки по царству сновидінь, але і в царство смерті, у якому смутно вгадуються образи Раю та Пекла.